# Ralf Kukula
Ralf Kukula (* 21. Mai 1962 in Dresden) ist ein deutscher Filmemacher und Regisseur.

## Leben
Neben dem Abitur belegte Ralf Kukula ein Abendstudium der Malerei und Grafik an der Hochschule für Bildende Künste Dresden.
Ab 1981 arbeitete er im DEFA-Studio für Trickfilme. 1984 begann er ein Studium an der Hochschule für Film und Fernsehen „Konrad Wolf“ in Babelsberg, das er 1987 als Trickfilmzeichner abschloss. Von 1991 bis 1998 arbeitete er als freiberuflicher Filmemacher. Im Jahr 1990 war er einer der Mitbegründer des Filmverbandes Sachsen und zehn Jahre lang dessen Vorsitzender. 1993 war er an der Gründung des Deutschen Instituts für Animationsfilm beteiligt. Von 1993 bis 2002 fungierte er als Gutachter sowie Beisitzer bei der Filmbewertungsstelle Wiesbaden. 
1999 gründete er gemeinsam mit Grit Wißkirchen die Balance Film GmbH (u. a. Die Sandmanzen) in Dresden, deren Gesellschafter und Geschäftsführer er ist. Kukula ist Stellvertretender Stiftungsrat der DEFA-Stiftung und Leiter der Trickfilmklasse der JugendKunstschule Dresden. Er ist Mitglied und seit Oktober 2015 stellvertretender Sekretär der Klasse Bildende Kunst und Film der Sächsischen Akademie der Künste.
Ralf Kukula lebt in Dresden.

## Filme
- 1995: Die Rückeroberung – Drehbuch, Kamera, Regie, Schnitt
- 1999: Abenteuer mit Fix und Fax – Das fliegende Geschenk – Co-Regie
- 2000: Heinrich der Säger – Co-Produzent
- 2001: Passion Fatale – Produktionsleitung, Schnitt
- 2003: „… man spart sich den Weg nach Venedig“ – Kleine Friedrichstädter Flutgeschichten (Kurzfilm; mit Ray van Zeschau) – Buch, Regie, Kamera
- 2003: Tigel und Iger – Produzent
- 2004: Die Eisbaderin – Produzent
- 2005: Ich glaube, er war ein bisschen rebellisch … (Dokumentarfilm) – Regie
- 2005: Wutz & Wiebke – Produzent
- 2006 – 2013: Die Sandmanzen (Kindertrickfilmserie) – Regie
- 2007: Das Grüne Gewölbe Wiedergeburt der Sächsischen Schatzkammer (Dokumentarfilm) – Buch, Regie, Kamera
- 2007: Mascha, der Kater und der kleine Elefant (Animationskurzfilm) – Produzent
- 2008: Wie war denn das, Veronika (Kurzfilm) – Regie
- 2009: Meine erste Hochzeit (Kurzfilm) – Regie
- 2009: Was bleibt – Architektur der Nachkriegsmoderne in Dresden (Dokumentarfilm) – Regie, Kamera
- 2009: Oktoberfilm – Dresden 1989 (Dokumentarfilm) – Regie
- 2010: Der Mann, der noch an den Klapperstorch glaubte – Regie
- 2010: Klotz und Kiesel (Animationskurzfilm) – Regie, Kamera
- 2011: Alois Nebel (CZ, SK, D 2011) – Co-Produzent
- 2013: Hänsel und Gretel (Animationskurzfilm) – Regie
- 2013: Die schöne Anna-Lena (Animationskurzfilm) – Regie
- 2013: Mein Leben als Kosmonaut (Animadokfilm) – Produzent
- 2013: Fred und Anabel (Animationskurzfilm) – Regie
- 2019: Fritzi – Eine Wendewundergeschichte (Animationsfilm) – Regie

## Auszeichnungen (Auswahl)
- 2009: Pulcinella Award des Festivals Cartoons on the Bay
- 2010: Cyber Sousa Award
- 2013: Murnau-Kurzfilmpreis

## Publikationen
- Volker Helas,  Ralf Kukula, Lothar Sprenger: Dresden: Eine vergleichende Zeitreise über zwei Jahrhunderte, Hinstorff Verlag, 2005, ISBN 978-3356010893.
- Volker Helas, Ralf Kukula: Ballhäuser in Dresden, Sandstein Verlag, 1997/2007, ISBN 978-3940319159.

## DVD
- Was bleibt – Architektur der Nachkriegsmoderne in Dresden, 2009
- Das Grüne Gewölbe – Die Sächsische Schatzkammer – Dresden, 2009
- Das neue Dresden – Auf den Spuren eines Verlustes, 2008